# Бёрсум, Лисе
Милли Элисе Бёрсум, урождённая Альнес, известная как Лисе Бёрсум (норв.  Milly Elise Børsum , Lise Børsum; 18 сентября 1908, Кристиания — 29 августа 1985, там же) — норвежская писательница, участница норвежского движения Сопротивления.

## Биография и творчество
Лисе Альнес родилась в Кристиании (ныне Осло) в 1908 году. Её родителями были композитор и органист Эйвинн Альнес и его жена Эмилия Торне. Лисе и её брат Ивер с детства занимались музыкой, в частности, игрой на фортепиано, однако ни один из них не стал профессиональным музыкантом. В 1930 году Лисе вышла замуж за врача Рагнара Бёрсума. В 1931 году у них родился сын, а в 1934 — дочь Бенте, впоследствии ставшая известной актрисой. Вначале они жили в Будё, но затем переехали в Осло, где Рагнар Бёрсум занялся частной практикой.
В октябре 1942 года Вольфганг Гельдмахер, немецкий эмигрант-антинацист и друг семьи, собрал в доме Бёрсумов друзей и знакомых — около сорока человек — и, рассказав им о готовящихся репрессиях в отношении еврейского населения, призвал оказать помощь евреям и предоставить им укрытие. Присутствовавшие на собрании впоследствии действовали несогласованно, каждый на своё усмотрение, однако большинству удалось избежать арестов. Позднее, в ноябре, сотрудник норвежской полиции предупредил Бёрсумов о том, что предстоят аресты женщин, стариков и детей. Со временем Лисе Бёрсум стала помогать переправлять норвежских евреев через границу в Швецию. Кроме того, в доме Бёрсумов устраивались концерты, в которых принимали участие еврейские музыканты. В апреле 1943 года Лисе и её муж были арестованы. Рагнар Бёрсум вскоре вышел на свободу, тогда как Лисе попала вначале в Грини, где провела год, а затем в Равенсбрюк. Лишь в апреле 1945 года её вывезли «белые автобусы» шведского Красного Креста.

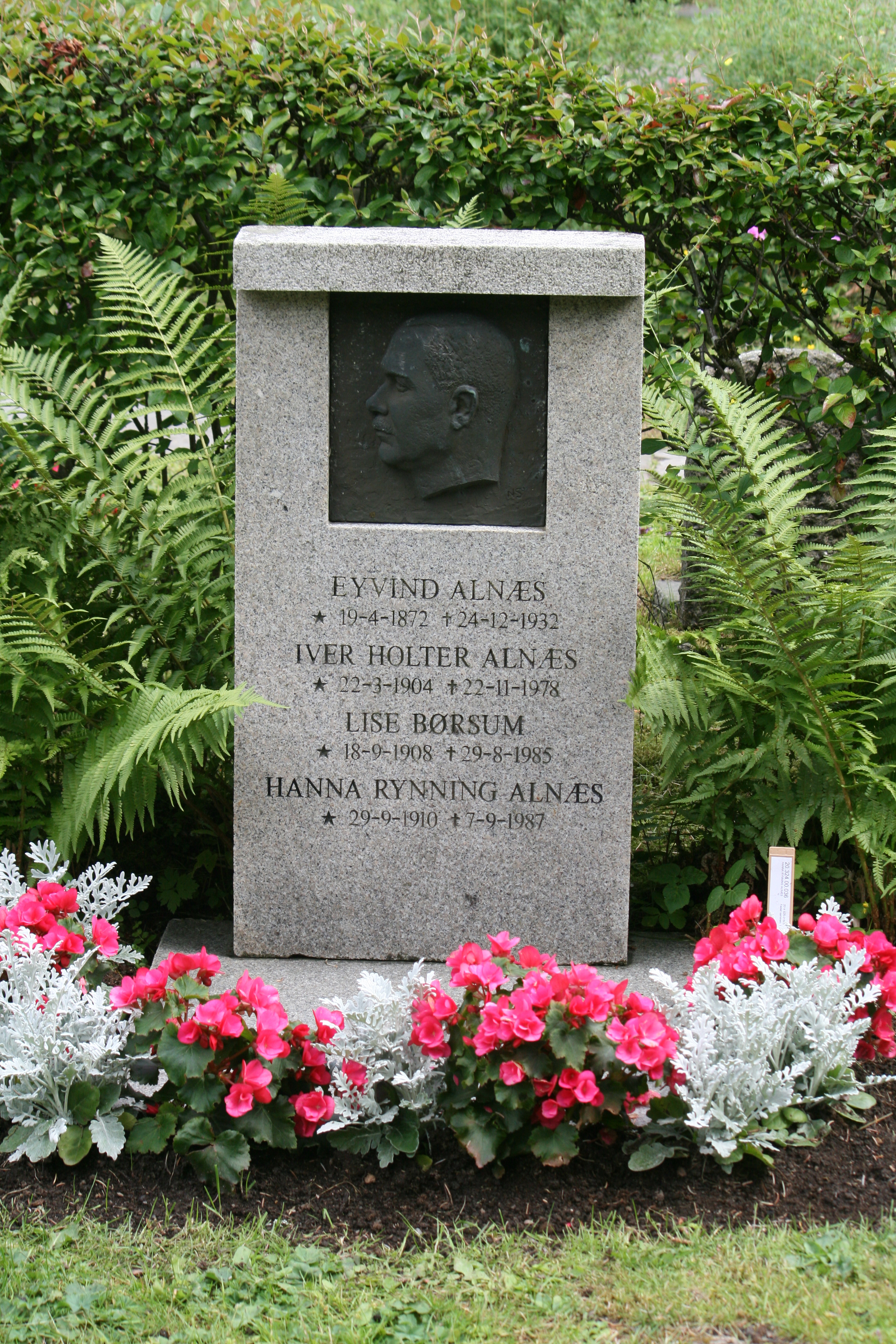
Надгробие Лисе Бёрсум

Об испытаниях, пережитых в концентрационных лагерях Норвегии и Германии, Лисе Бёрсум позднее написала книгу «Узница Равенсбрюка» («Fange in Ravensbrück», 1946). На протяжении двух последующих лет книга переиздавалась четырежды; позднее вышло ещё несколько переизданий. Норвежский писатель Нильс Кристи в книге «Охранники концентрационных лагерей» охарактеризовал произведение Бёрсум следующим образом: «Это интересное и во многих отношениях глубокое и правдивое описание пребывания в женском концлагере в Германии. Книга характеризуется глубоким психологическим проникновением в души людей и их пониманием». В 1947 году Лисе опубликовала другую книгу на сходную тему, «Отражения в зеркале» («Speilbilder»), в которой сравнивала беспомощность узников с беспомощностью ребёнка в окружении жестоко обращающихся с ним взрослых.
В послевоенные годы Бёрсум выступила с циклом лекций против физического наказания детей. В 1947 году она основала Фонд национальной помощи жертвам войны. Кроме того, с 1950 года она стала членом Международного комитета по борьбе с концентрационным режимом (Commission International Contre le Régime Concentrationnaire), объединявшего бывших политических узников и ставившего своей целью искоренение концентрационных лагерей во всех странах, где они существовали. В 1951 году в Осло вышла её книга о ГУЛАГе «Fjerndomstol Moskva. Fra dagens Berlin og Sovjets fangeleirer».
На протяжении многих лет Лисе Бёрсум сотрудничала с газетой Dagbladet. За свою деятельность в рамках движения Сопротивления она получила почётные медали Нидерландов и Италии. Лисе Бёрсум умерла в 1985 году в возрасте 77 лет.